# Deyovaisio Zeefuik
Deyovaisio Zeefuik (Amsterdam, 11 marzo 1998) è un calciatore olandese, difensore dell'Hertha Berlino.

## Biografia
È nato ad Amsterdam da genitori di origini surinamesi.
Anche i suoi tre fratelli, Género, Gairvyno e Lequincio, sono tutti calciatori.

## Caratteristiche tecniche
È un terzino destro, abile indifferentemente nella fase difensiva come in quella offensiva, e che può giocare anche come difensore centrale.

## Carriera
Cresciuto nelle giovanili dell'Ajax, ha esordito il 16 aprile 2017 in un match vinto 5-1 contro l'Heerenveen.
Nel gennaio del 2018 passa in prestito al Groningen che poi lo preleva a titolo definitivo. Al Groningen trova maggiore spazio che all'Ajax diventando titolare fisso in difesa.
Il 6 agosto 2020 viene ceduto all’Hertha Berlino per 3 milioni di euro (più 1,5 di bonus) con l’Ajax che incasserà 2 milioni secondo una clausola inserita nel contratto.
Il 14 gennaio 2022 viene ceduto in prestito al Blackburn.
A fine prestito, fa ritorno all'Hertha; tuttavia, trova poco spazio con i tedeschi, giocando solo 5 minuti in coppa nazionale. Anche per questa ragione, il 16 gennaio 2023, il difensore viene ceduto al Verona in prestito con diritto di riscatto fissato a tre milioni di euro. Con i veneti esordisce il 27 febbraio nella sconfitta interna contro la Fiorentina (0-3) subentrando all'80' a Davide Faraoni. Quella resta l'unica presenza con i gilaaloblu ed a fine stagione torna all'Herta Berlino.

## Statistiche

### Presenze e reti nei club
Statistiche aggiornate al 20 maggio 2024.
| Stagione              | Squadra               | Campionato            | Campionato | Campionato | Coppe nazionali | Coppe nazionali | Coppe nazionali | Coppe continentali | Coppe continentali | Coppe continentali | Altre coppe | Altre coppe | Altre coppe | Totale | Totale | Totale |
| Stagione              | Squadra               | Comp                  | Pres       | Reti       | Comp            | Pres            | Reti            | Comp               | Pres               | Reti               | Comp        | Pres        | Reti        | Pres   | Reti   |        |
| --------------------- | --------------------- | --------------------- | ---------- | ---------- | --------------- | --------------- | --------------- | ------------------ | ------------------ | ------------------ | ----------- | ----------- | ----------- | ------ | ------ | ------ |
| 2016-2017             | Ajax                  | ED                    | 1          | 0          | CO              | 0               | 0               | UCL+UEL            | 0                  | 0                  |             | -           | -           | 1      | 0      |        |
| 2017-gen. 2018        | Ajax                  | ED                    | 5          | 0          | CO              | 2               | 0               | UCL+UEL            | 0+1                | 0                  |             | -           | -           | 8      | 0      |        |
| Totale Ajax           | Totale Ajax           | Totale Ajax           | 6          | 0          |                 | 2               | 0               |                    | 1                  | 0                  |             |             |             | 9      | 0      |        |
| gen.-giu. 2018        | Groningen             | ED                    | 13         | 0          | CO              | -               | -               |                    | -                  | -                  |             | -           | -           | 13     | 0      |        |
| 2018-2019             | Groningen             | ED                    | 30         | 1          | CO              | 0               | 0               | UEL                | 2                  | 0                  |             | -           | -           | 32     | 1      |        |
| 2019-2020             | Groningen             | ED                    | 26         | 0          | CO              | 2               | 0               |                    | -                  | -                  |             | -           | -           | 28     | 0      |        |
| Totale Groningen      | Totale Groningen      | Totale Groningen      | 69         | 1          |                 | 2               | 0               |                    | 2                  | 0                  |             |             |             | 73     | 1      |        |
| 2020-2021             | Hertha Berlino        | BL                    | 22         | 1          | CG              | 0               | 0               |                    | -                  | -                  |             | -           | -           | 22     | 1      |        |
| 2021-gen. 2022        | Hertha Berlino        | BL                    | 11         | 0          | CG              | 1               | 0               |                    | -                  | -                  |             | -           | -           | 12     | 0      |        |
| gen.-giu.2022         | Blackburn             | FLC                   | 6          | 0          | FACup+CdL       | -               | -               |                    | -                  | -                  |             | -           | -           | 6      | 0      |        |
| 2022-gen. 2023        | Hertha Berlino        | BL                    | 0          | 0          | CG              | 1               | 0               |                    | -                  | -                  |             | -           | -           | 1      | 0      |        |
| gen.-giu.2023         | Verona                | A                     | 1          | 0          | CI              | -               | -               |                    | -                  | -                  |             | -           | -           | 1      | 0      |        |
| 2023-2024             | Hertha Berlino        | 2L                    | 18         | 0          | CG              | 3               | 0               |                    | -                  | -                  |             | -           | -           | 21     | 0      |        |
| Totale Hertha Berlino | Totale Hertha Berlino | Totale Hertha Berlino | 51         | 1          |                 | 5               | 0               |                    |                    |                    |             |             |             | 56     | 1      |        |
| Totale carriera       | Totale carriera       | Totale carriera       | 133        | 2          |                 | 9               | 0               |                    | 3                  | 0                  |             | -           | -           | 145    | 2      |        |